# Novotomismus
Novotomismus či neotomismus je novodobá forma tomismu. Představuje aktivní návrat k základním ideám a tématům této filozofie. Je jedním z rozšířených směrů moderní filosofie a patří k tzv. novoscholastické filosofii. Novotomismus byl inspirován encyklikou papeže Lva XIII. Aeterni Patris z roku 1879 a rozvíjel se ještě ve 20. století, zejména v prostředí katolické teologie.
Novotomismus má několik základních větví:
- tradiční tomismus
- lovaňský tomismus nazvaný podle univerzity v belgickém městě Lovani (Leuven), kde vznikl, – je typický otevřeností k moderní filosofii a k teorii speciálních věd. Jakkoli nepatřili nikterak k této škole, v oblasti vztahu filozofie, teologie a vědy jsou jí poměrně blízko Francouzi Pierre Teilhard de Chardin a Paul Chauchard.
- existenciální tomismus – tento směr převádí filosofii na teorii jsoucna, s tendencí negovat existenci jiných jsoucen než jsoucna reálného jsoucna. Významnými představiteli této odnože jsou Jacques Maritain a Étienne Gilson.
- transcendentalizující tomismus – německá varianta novotomismu, kombinující ho s názory Kanta a Heideggera.

Z českých novotomistů jsou nejvýznamnější dominikáni Metoděj Habáň, Silvestr Braito a Reginald Dacík.